# 格萊徹山
46°23′14″N 9°33′39″E / 46.38722°N 9.56083°E
格萊徹山（Gletscherhorn），是瑞士的山峰，位於該國東南部，由格勞賓登州負責管轄，屬於上哈爾布施泰因阿爾卑斯山脈的一部分，海拔高度3,107米，每年平均降雨量1,929毫米。